# 愛爾蘭人 (2019年電影)
《愛爾蘭人》（英語：The Irishman，開場片名為《我聽說你漆房子》〔I Heard You Paint Houses〕）是一部2019年美國史詩式犯罪電影，由馬田·史高西斯執導和監製，史蒂芬·澤里安編劇，改編自查爾斯·布朗特的2004年回憶錄《我聽說你漆房子：法蘭克·「愛爾蘭人」·希蘭與吉米·霍法的結案》。主演是勞勃·狄尼洛、艾爾·帕西諾和喬·派西，配角是雷·羅曼諾、波比·簡拿威、安娜·派昆、史提芬·格拉漢姆、史蒂芬妮·庫茨祖巴、傑西·普萊蒙和夏菲·基圖。故事講述貨車司機法蘭克·「愛爾蘭人」·希蘭（勞勃·狄尼洛 飾演）變成一名殺手，並與黑幫羅素·布法利諾（喬·派西 飾演）和他的布法利諾犯罪家族有關連，包括為有勢力的国际卡车司机兄弟会主席吉米·霍法（艾爾·帕西諾 飾演）工作。本片是迪尼路與史高西斯的第九次合作的電影、狄尼洛與帕西諾一起演出的第四部電影（之前是《教父2》、《盜火線》和《世紀交鋒》）、狄尼洛與佩西一起演出的第七部電影（之前是《狂牛》、《義薄雲天》、《盜亦有道》、《不一樣的童年》、《賭國風雲》和《CIA驚天殺局》），以及柏仙奴與史高西斯第一次合作的電影。
2014年9月，經過多年的開發地獄後，《愛爾蘭人》確認為史高西斯繼《沉默》（2016年）之後的下一部電影。狄尼洛與帕西諾在該月確認演出，柏斯也確認演出，柏斯在被多次請求擔任角色後才從非正式退休狀況中出演。主要拍攝於2017年9月在紐約市、長島的米尼奧拉和Williston Park開始，2018年3月殺青。本片的製作成本為1.59億美元，而且片長209分鐘，這是史高西斯的生涯中最昂貴的電影之一，也是他最長的電影。
本片於2019年9月27日在第57屆紐約影展上世界首映，以及2019年11月1日在有限戲院公映，然後是於2019年11月27日在Netflix上進行數位串流播放。本片獲得了全體好評，影評人讚揚史高西斯的執導，以及狄尼洛、帕西諾和柏斯的演技。本片得到多個讚賞和提名。在第77屆金球獎，本片被提名五個獎項，包括金球獎最佳戲劇類影片。

## 劇情
在療養院內，年老的第二次世界大戰老兵法蘭克·希蘭回望其自身的人生並講述了自己當黑手黨殺手的經歷。
1950年代賓夕凡尼亞州，希蘭是運輸肉類的貨車司機，先是利用廉價肉品掉包高級肉品出售給當地的黑手黨賺取價差，最後乾脆假裝自己沒有載到肉品。在被公司指控偷竊後，工會律師比爾·布法利諾幫他打官司，還收買法官做出無罪判決。布法利諾將希蘭介紹給他的堂兄羅素·布法利諾，羅素是賓夕凡尼亞州東北部犯罪家族的負責人。希蘭開始為羅素和南費城的黑手黨工作，包括殺人。不久，羅素向希蘭介紹了國際貨車司機兄弟會的負責人吉米·霍法。霍法是個黑白兩道通吃的工會領袖，與布法利諾犯罪家族有財務往來，並努力應付正在崛起綽號矮子的安東尼·普羅文察諾，還有來自聯邦政府的壓力。霍法與希蘭和其家人，特別是他的女兒佩姬變得親密，而且希蘭成為霍法信任的主要保鏢。
在約翰·F·甘迺迪的1960年選舉之後，羅素感到非常興奮，但霍法很生氣。甘迺迪的弟弟羅拔·甘迺迪被任命為司法部長，組織了一支「捉拿霍法」小隊，試圖打倒霍法，但因甘迺迪遇刺案而不了了之。霍法最終在1964年納什維爾因干預陪審團及詐欺觸犯美國憲法而被捕。在入獄期間，他的貨車司機工會繼任者法蘭克·菲茨西蒙斯開始超支該工會的基金，並輕易向黑手黨放貸。普羅文察諾本人因為勒索敲詐而被聯邦調查局拘捕處以七年監禁，與霍法在劉易斯堡聯邦監獄因金錢糾紛爆發肢體衝突使關係進一步惡化。霍法最終在1971年透過總統李察·尼克遜的特赦獲釋，但是直到1980年他都被禁止參加任何國際貨車司機兄弟會的活動。
儘管如此，霍法開始計劃在工會上奪回他的權力。霍法對其他貨車司機工會的領導人和犯罪家族利益的不尊重與日俱增，宣稱要停止工會基金的輕易放貸，並且要沒收呆帳的擔保品，這開始令羅素感到擔憂。在以希蘭的名義舉行的晚宴上，羅素告訴希蘭與霍法對質，並警告他犯罪家族的負責人對霍法的行為不高興。霍法然後向希蘭明言，他掌握一些布法利諾和其他黑手黨老大不知道的事，並進一步聲稱他不會動搖，因為如果他發生了甚麼事的話，他們最終都要入獄。
1975年，在前往比爾·布法利諾的女兒婚禮的路上，羅素告訴希蘭他們已經對霍法無可奈何，決議要殺死他。兩人開車前往機場，希蘭飛往底特律。希蘭告訴霍法他將在當天早些時候到鎮上，但在當天下午才到達。霍法曾安排在當地一間小餐館與普羅文察諾和安東尼·吉卡隆尼會面，但後兩者並未現身，他出了餐館很驚訝看到希蘭與霍法的養子查奇·歐布萊恩和另外一名黑幫薩利·巴格斯坐在車上。他們告知霍法，會面已移至一間房屋裡，普羅文察諾和布法利諾在那裡等待他們。希蘭向霍法保證一切都很好，而霍法坐上他們的車。進入房屋後，霍法意識到屋內沒有其他人，而且該會面可能是一個圈套。霍法轉身警告希蘭，希蘭對霍法近距離開槍兩次，然後將槍支和屍體留在門口處。希蘭離開後，兩名年輕黑幫到達，將霍法的屍體帶到火葬場，消滅他的所有痕跡。
在大陪審團調查霍法失蹤案中動用第五修正案之後，希蘭、羅素、普羅文察諾和其他人最終因為各種指控而被定罪，但皆與霍法的謀殺無關，他們開始一個接一個的在監獄中去世。希蘭最終出獄並安置在一間養老院裡，他嘗試與疏遠的女兒們和好，但佩姬因霍法的失蹤而拒絕跟他來往。希蘭孤獨終老，為自己的死亡做好準備，他開始與一名天主教神父見面。神父在希蘭的養老院房間給希蘭舉行赦罪儀式。在神父離開房間時，希蘭請求他把門稍微打開一點空隙，模仿霍法的其中一個習慣。

## 演員
- 勞勃·狄尼洛 飾 法蘭克·「愛爾蘭人」·希蘭（Frank "The Irishman" Sheeran）
- 艾爾·帕西諾 飾 吉米·霍法（Jimmy Hoffa）
- 喬·派西 飾 羅素·布法利諾（Russell Bufalino）
- 雷·羅曼諾 飾 比爾·布法利諾（Bill Bufalino）
- 波比·簡拿威 飾 菲利克斯·「瘦刀」·狄圖里歐（Felix "Skinny Razor" DiTullio）
- 安娜·派昆 飾 佩姬·希蘭（Peggy Sheeran）
- 史提芬·格拉漢姆 飾 安東尼·普羅文察諾（Anthony Provenzano）
- 夏菲·基圖 飾 安傑洛·布魯諾（Angelo Bruno）
- 史蒂芬妮·庫茨祖巴（英语：Stephanie Kurtzuba） 飾 艾琳·希蘭（Irene Sheeran）
- 凱薩琳·納杜奇（英语：Kathrine Narducci） 飾 嘉莉·布法利諾（Carrie Bufalino）
- Welker White 飾 約瑟芬·霍法（Josephine Hoffa）
- 傑西·普萊蒙 飾 查奇·歐布萊恩（Chuckie O'Brien）
- 傑克·休斯頓 飾 羅伯特·甘迺迪（Robert F. Kennedy）
- 多門尼克·隆巴多西 飾 「胖子」東尼·薩雷諾（"Fat" Tony Salerno）
- 保羅·赫曼 飾 密語·狄托利歐（Whispers DiTullio）
- 路易斯·坎瑟米 飾 薩利·巴格斯（Sally Bugs）
- 蓋瑞·巴薩拉巴（英语：Gary Basaraba） 飾 法蘭克·菲茨西蒙斯（Frank Fitzsimmons）
- 雅莉莎·帕拉狄諾 飾 瑪麗·希蘭（Mary Sheeran）
- 珍妮弗·馬奇（英语：Jennifer Mudge） 飾 瑪麗安娜·希蘭（Maryanne Sheeran）
- 玫琳·愛爾蘭（英语：Marin Ireland） 飾 桃樂絲·希蘭（Dolores Sheeran）
- Kate Arrington 飾 康妮·希蘭（Connie Sheeran）
- 賽巴斯汀·曼尼斯卡爾科（英语：Sebastian Maniscalco） 飾 喬·加洛（英语：Joe Gallo）[4]（Joseph "Crazy Joe" Gallo）
- 史蒂文·范·贊特 飾 傑瑞·范（Jerry Vale）
- 傑里米·盧克（英语：Jeremy Luke） 飾 湯馬士·安德雷塔（Thomas Andretta）
- 賴瑞·羅曼諾（英语：Larry Romano） 飾 菲力普·提斯塔（Phil Testa）
- 凱文·奧羅克 飾 約翰·麥卡盧（John McCullough）
- J·C·麥肯齊（英语：J. C. MacKenzie） 飾 吉米·尼爾（Jimmy Neal）
- 賴瑞·羅曼諾（英语：Larry Romano） 飾 菲力普·提斯塔（Philip Testa）
- 路易·瓦納里亞（英语：Louis Vanaria） 飾 大衛·菲利（David Ferrie）
- 加里·帕斯托雷（英语：Garry Pastore） 飾 艾伯特·阿納斯塔塞（Albert Anastasia）
- 約翰·斯庫爾蒂（英语：John Scurti） 飾 伯特倫·B·貝弗里奇（Bertram B. Beveridge）
- 史特夫·維汀（英语：Steve Witting） 飾 威廉·米勒（William Miller）
- 斯蒂芬·梅勒（英语：Stephen Mailer） 飾 F·艾米特·菲茲派翠克（F. Emmett Fitzpatrick）
- 傑里米·盧克（英语：Jeremy Luke） 飾 馬爾科·羅西（Marco Rossi）

另外，幾名演員飾演小角色，包括：波·迪特飾演約瑟夫·格里姆科、吉姆·諾頓飾演唐·里柯斯、丹尼爾·詹金斯飾演E·霍華德·「大耳」·亨特、保羅·班-維特飾演Jake Gottlieb、Patrick Gallo飾演安東尼·吉卡隆尼、傑克·霍夫曼飾演阿倫·多夫曼、Ken Clark飾演吉米·P·霍法、Peter Jay Fernandez飾演塞西爾·B·摩爾、Jeff Moore飾演弗蘭克·丘奇、Gino Cafarelli飾演法蘭克·里茲佐、勞勃·福納洛飾演酒保Johnny。未名的角色包括：喬納森·莫里斯和詹姆斯·馬丁飾演神父、埃克申·布朗森飾演棺材推銷員、溫尼·維拉飾演肉類公司工場經理、麥特·沃爾頓飾演電視節目主持人、達絲莎·坡蘭科飾演護士。

## 製作

### 開發

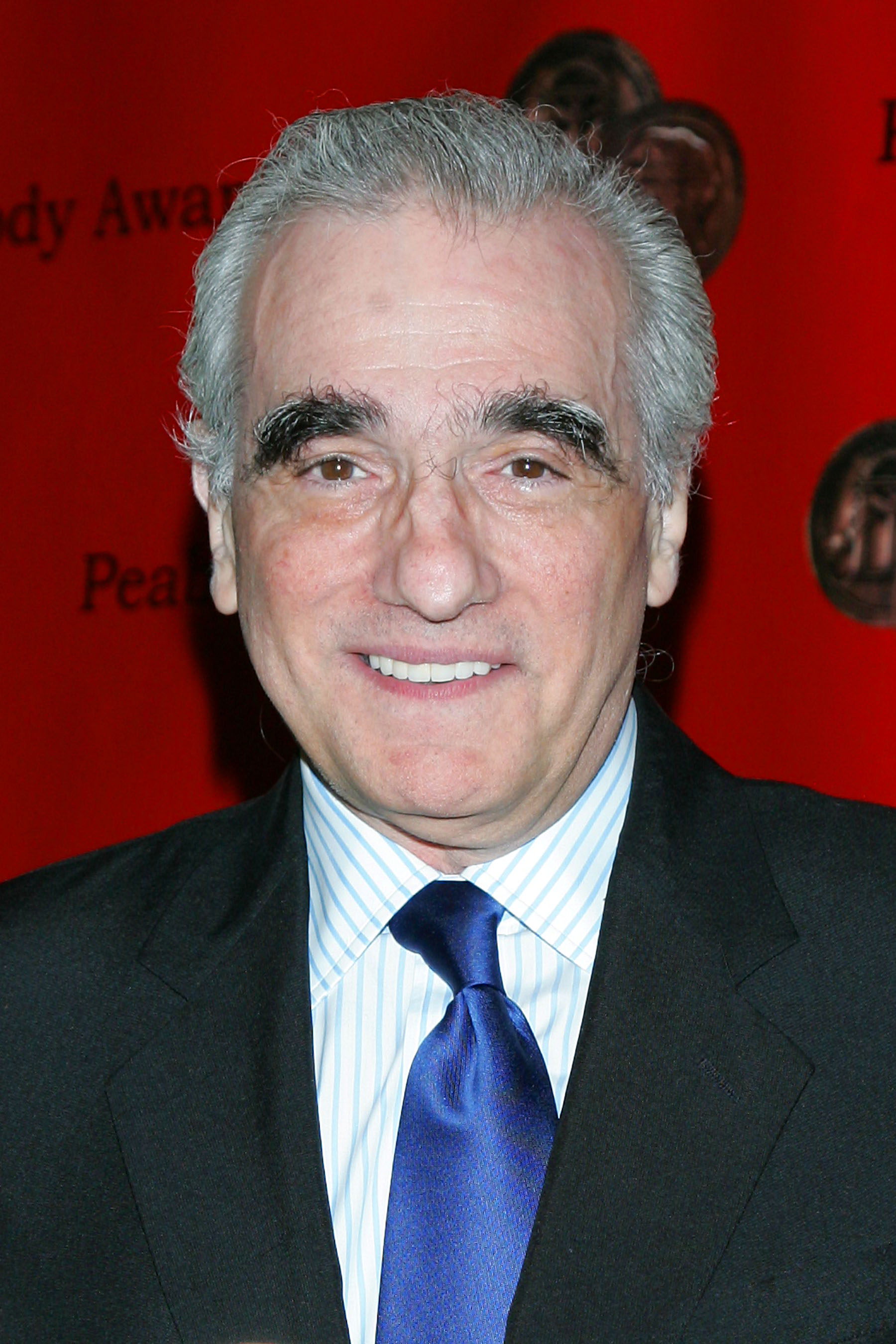
馬田·史高西斯是本片的導演和監製（圖片為2006年）

勞勃·狄尼洛在閱讀過查爾斯·布朗特所寫的2004年書籍《我聽說你漆房子》後「開始進行項目」。馬田·史高西斯後來有興趣執導一部改編自該書的電影，並且由勞勃·狄尼洛、祖·柏斯和艾爾·帕西諾主演。電影於2007年開始開發。新的劇情材料和劇本重寫使電影損失了上映位置，而史高西斯在回歸《愛爾蘭人》前繼續執導了另外三部電影，分別是《雨果的巴黎奇幻歷險》（2011年）、《華爾街狼人》（2013年）和《沉默》（2016年）。2014年9月，經過多年的開發地獄後，柏仙奴確認本片將會是史高西斯繼《沉默》之後的下一個項目。2015年10月，迪尼路表示本片仍在開發中，可能於2016年開始拍攝，澤里安被確認為編劇。
2017年7月據報導，本片將以年老的法蘭克·希蘭一系列回憶用倒敘形式呈現，描繪他幾十年來的許多犯罪活動，狄尼洛以「像24歲年輕和像80歲年老」登場。

### 編劇
2009年7月，查尔斯·布朗特接到德尼罗的电话，一个月后，斯科塞斯和编剧史蒂文·扎伊利安会面。会议本应持续一个小时，但最终持续了四个小时。布朗特说，“这些材料对他们来说是新的”，扎伊利安已经准备好了剧本，但布朗特所做的补充需要重做。为了提供帮助，布朗特交出了自己的剧本。布朗特说：“扎伊利安是一位伟大的作家，别误会我的意思……我想把材料记录下来。”在片尾字幕中，作为对写作改编过程的反映，最后一部电影的标题是《我听说你漆房子》，这是这部电影所依据的原著书名，而《爱尔兰人》这个标题只出现在片尾片尾字幕。
弗兰克·希兰对杀害霍法的供词，以及查尔斯·布朗特这本书的真实性，包括一直受到大量质疑，比尔·托内里在《Slate》杂志上发表的文章《爱尔兰人的谎言》表示不相信，哈佛大学法学院教授杰克·戈德史密斯在《纽约书评》写文章《吉米·霍法和“爱尔兰人”：真实的犯罪故事？》也表示质疑。《我听说你漆房子》的出版商奇普·弗莱舍（Chip Fleischer）对比尔·托内里的文章写了详细的回复，称“尽管托内利的文章没有包含支持这些结论的事实细节，但这是极端不负责任的，更不用说破坏性了。”在一次采访中，德尼罗为电影的编剧过程辩护说，“不是说我们在讲真实的故事，我们只是在讲我们的故事。”

### 選角
2017年7月，柏斯和帕西諾正式加入劇組，而雷·羅曼諾也加入，鮑比·坎納瓦爾和夏菲·基圖在最後談判中。柏斯在同意加入前據報他拒絕了50次。2017年9月，積·赫斯頓、史提芬·格拉漢姆、多門尼克·隆巴多西、傑里米·盧克、Joseph Russo、凱薩琳·納杜奇、Danny Abeckaser、J·C·麥肯齊和Craig Vincent加入劇組。10月，蓋瑞·巴薩拉巴、安娜·派昆、Welker White和傑西·普萊蒙加入劇組。其後，Craig Di Francia和埃克申·布朗森加入了劇組。賽巴斯汀·曼尼斯卡爾科和保羅·班-維特後來成為劇組演員。
《愛爾蘭人》是狄尼洛與史高西斯的第九次合作的電影；狄尼洛與帕西諾一起演出的第四部電影（之前是《教父2》、《盜火線》和《世紀交鋒》）；狄尼洛與佩西一起演出的第七部電影（之前是《狂牛》、《義薄雲天》、《盜亦有道》、《不一樣的童年》、《賭城風雲》和《CIA驚天殺局》）；帕西諾與佩西一起演出的首部電影；以及帕西諾與史柯西斯第一次合作的電影。

### 拍攝
拍攝於2017年8月在紐約市內和周邊地區開始，並將持續至2017年12月。主要攝影於2017年9月18日在紐約市，以及長島的米尼奧拉和Williston Park開始，並在2018年3月5日拍攝完畢，共拍攝了108日。

### 視覺特效
光影魔幻工業與VFX監製人巴勃羅·赫爾曼負責處理本片的特效。

### 融資和預算
在2016年5月，宣布電影的版權將在2016年坎城影展上出售，而墨西哥的金融家/製片人Fábrica de Cine出價1億美元資助本片，並透過這筆交易，派拉蒙影業可保留權利。IM Global也投標本片的國際銷售權。STX Entertainment以5000萬美元的價格購得了本片的國際發行權，擊敗了其他製片商，例如環球影業、二十世紀福斯和獅門娛樂，而Fabrica de Cine則結束了這筆交易，派拉蒙保留了其版權。
2017年2月，據報導說派拉蒙影業公司已經放棄了《愛爾蘭人》的發行權，接著宣布墨西哥金融家Fabrica de Cine由於預算上升而不會融資本片。Netflix然後以1.05億美元購買了本片，並同意為電影提供巨額1.25億美元的預算資金，安排在2019年10月上映。2018年3月，報導說本片的預算從1.25億美元增加到1.4億美元，很大程度上是因為在整個電影的不同時刻上需要使用視覺特效把狄尼洛、佩西和帕西諾三位主演變回年輕時的樣子。到那年8月，成本已經增加到1.75億美元，到後期製作時已達到2億美元。
2019年8月，據報導本片的官方成本為1.59億美元。

### 原聲帶
加拿大音樂家羅比·羅伯森監督原聲帶。
| 愛爾蘭人（原聲帶） | 愛爾蘭人（原聲帶）                          | 愛爾蘭人（原聲帶）                           | 愛爾蘭人（原聲帶） |
| 曲序               | 曲目                                        | 演唱者                                       | 时长               |
| ------------------ | ------------------------------------------- | -------------------------------------------- | ------------------ |
| 1.                 | "In the Still of the Night"                 | The Five Satins                              | 3:05               |
| 2.                 | "Tuxedo Junction"                           | 格倫·米勒與他的管弦樂隊                      | 3:26               |
| 3.                 | "I Hear You Knocking"                       | 斯米利·劉易斯                                | 2:45               |
| 4.                 | "The Fat Man"                               | 胖子多明諾                                   | 2:36               |
| 5.                 | "El Negro Zumbón"（來自電影《安娜》）       | Flo Sandon's                                 | 2:29               |
| 6.                 | "Le Grisbi"                                 | Jean Wetzel                                  | 3:26               |
| 7.                 | "Delicado"                                  | 珀西·費思與他的管弦樂隊                      | 2:53               |
| 8.                 | "Have I Sinned"                             | 唐尼·埃爾伯特                                | 2:59               |
| 9.                 | "Theme for the Irishman"                    | 羅比·羅伯森                                  | 4:36               |
| 10.                | "Song of the Barefoot Contessa"             | 雨果·溫德爾哈爾特與他的管弦樂隊              | 2:39               |
| 11.                | "A White Sport Coat (And a Pink Carnation)" | 馬提·羅賓斯（feat.雷·康尼夫）                | 2:31               |
| 12.                | "Canadian Sunset"（Single Version）         | 艾迪·海伍德、雨果·溫德爾哈爾特與他的管弦樂隊 | 2:55               |
| 13.                | "Honky Tonk, Pt. 1"                         | 比爾·多格特                                  | 3:05               |
| 14.                | "Melancholy Serenade"                       | 傑基·葛里森                                  | 3:15               |
| 15.                | "Qué Rico el Mambo"                         | 培瑞茲·普拉多                                | 3:58               |
| 16.                | "Cry"                                       | 強尼·瑞、The Four Lads                       | 3:04               |
| 17.                | "Sleep Walk"                                | Santo & Johnny                               | 2:27               |
| 18.                | "The Time Is Now"                           | The Golddiggers                              | 2:03               |
| 19.                | "Al di là"                                  | 傑瑞·范、The Latin Casino All Stars          | 3:18               |
| 20.                | "Pretend You Don't See Her"                 | The Latin Casino All Stars                   | 2:42               |
| 总时长：           | 总时长：                                    | 总时长：                                     | 60:13              |

## 發行
《愛爾蘭人》於2019年9月27日在第57屆紐約影展上世界首映。本片定於2019年11月1日在有限戲院公映，然後是於2019年11月27日在Netflix上進行數位串流播放。
2019年2月後期，據報導說在史高西斯的要求下，Netflix可能會給本片廣泛公映。幾間影院連鎖店的負責人，包括去年11月拒絕播放《羅馬》的AMC電影院的Adam Aron，都說如果Netflix「尊重幾十年前的舊戲院窗口期，提出把電影首先搬到影院播放幾個月，然後搬回家裡播放。」他們才會公映《愛爾蘭人》。

## 反響
在匯總媒體網站爛番茄上，基於376條評論，本片持有96%的新鮮度，平均得分為8.85/10。
影評人Richard Brody認為，愛爾蘭人結合了最新的電影視覺技術，是一次對於孤獨、精神追求與人性中的恐懼的大膽探索。

## 入圍和獎項
本片在第92屆奧斯卡金像獎中入圍了包括最佳影片、最佳導演等10項提名。
在第77屆金球獎入圍最佳影片和最佳導演等5項提名。

## 外部連結
- 互联网电影数据库（IMDb）上《愛爾蘭人》的资料（英文）
- 在Netflix上觀看《愛爾蘭人》
- 爛番茄上《愛爾蘭人》的資料（英文）
- Metacritic上《愛爾蘭人》的資料（英文）
- 豆瓣电影上《愛爾蘭人》的資料 （简体中文）
- 时光网上《愛爾蘭人》的資料（简体中文）